# Afšarština
Afšarština (dialekt Torki) je turkický oghuzský jazyk, kterým se mluví v částech Afghánistánu a Íránu, několik mluvčích je i v Sýrii a Turecku. Je považována za dialekt ázerbájdžánštiny, časem se však hranice mezi dialektem a původní řečí setřely, což je u turkických jazyků běžné.
Afšarština se odlišuje velkým počtem slov přejatých z Darí (afghánská perština) a zaokrouhlování fonému /a/ do /ɒ/ jako v uzbečtině. Mnoho samohlásek, které se v ázerbájdžánštině zaokrouhlují, v afšarštině zaokrouhlené nejsou. Jako příklad může posloužit výraz pro 100 - jiz, v ázerbájdžánštině jyz.

## Zařazení ázerbájdžánských jazyků
| mateřský jazyk:      | ISO 639-1: az Ázerbájdžánština, a varianty: (oghuzské jazyky, jazyk Sonkori)                                                               |
| mateřská podskupina: | ISO 639-2: aze (B) Torki, a varianty: (jižní oghuzština, jižní ázerbájdžánština, jižní azerština, íránská turečtina, afghánská oghuzština) |
| primární dialekt:    | Afšar (dialekt Torki) |
| jazykový kód:        | ISO 639-3: azb-afs (B) |

Turkofonní kmeny v Íránu jsou roztroušeny po mnoha regionech. Jejich osidlování země začalo s prvními nájezdy turkofonních národů a pokračovalo v obdobích vlády Seldžuků, Mongolů, Tímúridů a Safíovců. Z různých důvodů přesouvali vládcové těchto dynastií kmeny i do vzdálenějších částí Íránu - ke střežení hranic, aby je rozdrobili, potrestali, odměnili nebo povzbudili. Jedním z příkladů je nápadné rozptýlení kmene Afšarů na části, které se nacházejí v Chorasánu, západním Ázerbájdžánu, Chúzistánu, Fársu a Kermánu.
Je velmi obtížné stanovit jasnou hranici na jedné straně mezi východními dialekty „(anatolské) turečtiny“ a „ázerbájdžánštiny“, na druhé straně mezi ázerbájdžánštinou a „afšarskými dialekty“ nebo dokonce „chorásánskou turečtinou“. K dispozici je u všech stylů oghuzštiny nepřeberné množství přechodných jevů. Jednou z možností by tak mohlo být zařazení východoanatolských dialektů v rozmezí ázerbájdžánštiny. Nejvzdálenější z dialektů oghuzštiny je „turkmenština“. Proto všechny Oghuzské dialekty kromě turkmenského jsou v Íránu označované torkī a naproti tomu turkmenský dialekt je poněkud vhodně označován torkamā - ănī. Osobní formy predikátu nicméně ukazují jasné a zřejmě archaické rozdíly mezi těmito pěti skupinami.
| skupina dialektů Baharlu jazykový kód ISO 639-3                                                                                     | skupina dialektů Tabriz jazykový kód ISO 639-3 | skupina dialektů Šahsavani jazykový kód ISO 639-3 | skupina dialektů Karapapach jazykový kód ISO 639-3 |
| 1 Baharlu - (azb-bah), * Chamseh, Chamsa - (azb-bah) 2 Nafar - (azb-naf) 3 Mokaddam - (azb-min) 4 Ajnallu, Inallu, Inanlu (azb-ajn) | 1 Täbris - (azb-tab) 2 Afšarština, Afšari, Afsar - (azb-afs) 3 Bajat - (azb-bay) 4 Karagözlü - (azb-qar) 5 Kirkuk - (azb-kir) 6 Kars - (azb-kas) 7 Kádžár - (azb-qaj | 1 Šáhseven - (azb-sha) 2 Pišagči - (azb-pis)      | 1 Karapapach (V.anat. turečtina) - (azb-kar)       |